# Junção de oclusão
Junção de oclusão (oclusão: "fechamento"), também chamada de junção estreita, junção apertada ou zona de oclusão (em inglês, tight junctions), são as junções, compostas de duas proteínas, (claudina e ocludina) entre as camadas mais externas de células adjacentes (vizinhas), que estabelecem uma barreira à entrada de macromoléculas (lípidios, proteínas) nas células. Tais junções celulares são encontradas em células epiteliais que revestem o intestino e outros órgãos, impedindo a passagem de produtos no espaço entre duas células (espaço intercelular). Com essa união, o alimento da cavidade intestinal, por exemplo, é obrigado a passar por dentro das células, o que garante o controle dos alimentos que devem ser absorvidos no lúmen intestinal pela membrana celular. Assim, as macromoléculas que passam pela junção de oclusão apenas passam pelo interior de tais células, possibilitando um controle daquilo que as transpassa.